# سة تبان (مقاطعة ديواندرة)
سة تبان (بالفارسية: سه تپان) هي قرية تقع في قسم زرينه الريفي (مقاطعة ديواندرة) في إيران. يقدر عدد سكانها بـ 101 نسمة بحسب إحصاء 2016.